# Eric Regan (Boxer)
Eric Regan (* 7. Februar 1976 in Sacramento, Kalifornien) ist ein US-amerikanischer Boxer. Er ist IBA Continental Mittelgewichtsmeister.

## Werdegang
Eric Regan ist seit 1998 Berufsboxer. Vorher war er ein ausgezeichneter Kick-Boxer mit einem Rekord von 32 Siegen und ohne Niederlagen. Sein Profi-Debüt gab er am 20. August 1998 in Sacramento und schlug dabei seinen amerikanischen Landsmann Thomas Hinde in der 1. Runde KO. Er bestritt seine folgenden Kämpfe fast ausschließlich in Kalifornien und blieb dabei in 22 Kämpfen in Folge unbesiegt. Mit seinem harten Punch gewann er die meisten seiner Kämpfe durch KO.
Am 14. März 2003 besiegte er in Oroville, Calif., den Mexikaner Rita Ruvalcaba durch techn. KO in der 4. Runde, der kurz vorher noch um die WBA-Mittelgewichts-Weltmeisterschaft gekämpft hatte. Am 24. Oktober 2003 wurde Eric Regan in Oroville durch einen techn. KO.-Sieg in der 1. Runde über den mexikanischen Mittelgewichtsmeister Jaime Llanes IBA Continental Mittelgewichtsmeister. Diesen Titel verlor er aber schon in seinem nächsten Kampf am 28. November 2003 in Sacramento durch eine techn. KO-Niederlage in der 9. Runde an den Mexikaner Pedro Ortega. Es gelang ihm aber am 28. Mai 2004 Ortega in Oroville nach 12 Runden nach Punkten zu besiegen und seinen Titel zurückzugewinnen.
In den folgenden Titelverteidigungen blieb Eric Regan ebenfalls erfolgreich. So schlug er am 21. Januar 2005 den früheren IBA Leicht-Mittelgewichts-Weltmeister Luis Ramon Campos aus Mexiko nach 12 Runden nach Punkten und besiegte am 27. November 2005 in Sacramento Miguel Martin in der 7. Runde durch techn. KO. Auch der Mexikaner Elco Garcia hatte am 19. Mai 2006 in Oroville gegen Eric Regan keine Chance und verlor durch techn. KO in der 5. Runde. In dem Bestreben einen Weltmeisterschaftskampf eines der großen Profiboxverbände zu bekommen, trat er am 25. August 2006 in  Sacramento gegen seinen Landsmann Sergio Mora an und unterlag diesem aber nach 10 Runden nach Punkten.
In seinem vorläufig letzten Kampf trat er am 8. Juni 2007 in Sacramento gegen den US-amerikanischen WBE USA-Mittelgewichtsmeister Donny McCrary an und musste dabei eine bittere techn. KO-Niederlage in der 1. Runde hinnehmen.